# Liviopsallus
Liviopsallus is een geslacht van wantsen uit de familie van de Miridae (Blindwantsen). Het geslacht werd voor het eerst wetenschappelijk beschreven door Carapezza in 1982.

## Soorten
Het genus is monotypisch en bevat alleen de volgende soort:

- Liviopsallus tamaninii Carapezza, 1982